# Trimeresurus yunnanensis
Trimeresurus yunnanensis е вид змия от семейство Отровници (Viperidae). Видът не е застрашен от изчезване.

## Разпространение и местообитание
Разпространен е в Китай (Съчуан и Юннан).
Обитава гористи местности и храсталаци.